# 篠田の花火
篠田の花火（しのだのはなび）は、滋賀県近江八幡市にある篠田神社で毎年5月4日に開催される祭礼。「左義長まつり」、「八幡まつり」と並んで「近江八幡の火まつり」の一つとして挙げられ、近江八幡の火祭りという名称で『記録作成等の措置を講ずべき無形の民俗文化財』に選択されている。

## 歴史
- 江戸時代に雨ごいの返礼として、硝石で花火を作り奉納したことに始まる。
- 馬渕庄全域にわたる宮座行事であったが、上田地区だけ宮座を抜け、別の祭礼として行うようになる。

## 概要
高さ約15m、幅約25mの杉板に描かれた絵柄に、硫黄・硝石・桐灰を調合して作る和火薬を塗りこむ日本古式の仕掛花火。仕掛け花火は約1ヶ月かけて作られ、花火の絵柄はその年に話題を呼んだ題材が選ばれる。
- 午後7時頃

太鼓に続き大松明が宮入し、篠田神社の境内に建てられる。
- 午後9時頃

花火が奉火され、境内が火炎と煙に包まれる。廻火や乱玉、爆音が飛び散る中、煙の中から蛍火の如く幻想的な花火絵が浮き上がる。

## 所在地
篠田神社
〒523-0015 滋賀県近江八幡市上田町1613

## 交通アクセス
- JR琵琶湖線 近江八幡駅下車 バス10分 上田バス停下車 徒歩5分